# Camil Petrescu
Camil Petrescu (ur. 22 kwietnia 1894 w Bukareszcie, zm. 14 maja 1957 tamże) – rumuński dramaturg, powieściopisarz i filozof.